# 1907
1907 (MCMVII) fue un año común comenzado en martes según el calendario gregoriano.

## Acontecimientos

### Enero
- 4 de enero: en la isla indonesia de Sumatra un terremoto de 8,4 y un tsunami dejan un saldo de 2.188 muertos.
- 7 de enero: en la Huelga de Río Blanco (Veracruz) el Gobierno manda a matar a obreros huelguistas.
- 14 de enero: en Kingston (Jamaica) un fuerte terremoto de 6,2 y un tsunami dejan más de 1000 muertos y daños materiales.
- 18 de enero: en el valle de Koz Koz (actual Panguipulli) en Chile, se realiza el último parlamento mapuche, convocado por el lonko Manuel Curipangui Treulen, tenía como objetivo parlamentar con sus pares acerca de «lo que les pasa en sus reducciones con los huincas que nos quieren quitar la tierra que siempre ha sido de nosotros».

### Febrero
- 1 de febrero: en Bilbao (España), Blasco Ibáñez estrena su obra El intruso, que constituye una gran manifestación anticlerical.
- 5 de febrero: en Madrid (España) sucede una ola de frío; se registran temperaturas de –13 °C.
- 7 de febrero: en Montecarlo (Mónaco), Jules Massenet estrena su ópera Therése.
- 7 de febrero: Honduras y Nicaragua rompen las relaciones diplomáticas.
- 17 de febrero: en la Ciudad de México se inaugura el Palacio Postal, conocido también como la Quinta Casa de Correos, por ser la quinta sede en la capital de este servicio.
- 17 de febrero: en varias ciudades de Italia tienen lugar manifestaciones anticlericales con motivo del aniversario del asesinato en Roma del religioso, filósofo, astrónomo y poeta napolitano Giordano Bruno (1548-1600) por parte de la Inquisición católica.
- 20 de febrero: en San Petersburgo (Rusia), Rimski-Korsakov estrena su ópera La ciudad invisible de Kitege.
- 20 de febrero: en Barcelona (España), Santiago Rusiñol estrena su obra La mare.
- 21 de febrero: en Berlín (Alemania), Frederick Delius estrena su ópera Romeo y Julieta en la aldea.
- 25 de febrero: en Barcelona se presenta la Filarmónica Barcelonesa, fundada por el director de orquesta y compositor madrileño José Lassalle (1874-1932).

### Marzo
- 15 y 16 de marzo: las elecciones al nuevo Parlamento de Finlandia son las primeras en el mundo con mujeres candidatas así como las primeras elecciones en Europa con sufragio universal. Son elegidas 19 mujeres.
- 26 de marzo: En Chile, es fusilado el primer asesino serial de dicho país, Émile Dubois.

### Abril
- 14 de abril: en la costa de sur de México, cerca del puerto de Acapulco, ocurre un terremoto de magnitud 7.9 (MW) que afecta a gran parte del país. El movimiento telúrico provocó un tsunami.
- 21 de abril: en Santafé de Bogotá (Colombia) se firma el Tratado de Bogotá, después de muchas tentativas para establecer la frontera colombo-brasilera.

### Mayo
- 17 de mayo: en Rusia, la Duma aborda la situación de la enseñanza, a todas luces insuficiente debido a la falta de escuelas.

### Junio
- 1 de junio: en Colombia se funda la Escuela Militar de Cadetes General José María Córdova, el principal centro de formación del Ejército Nacional de Colombia.
- 15 de junio: en La Haya (Países Bajos) se inaugura la Segunda Conferencia de la Paz, con asistencia de representantes de 44 estados.
- 18 de junio: en Barcelona Prat de la Riba es designado presidente de la Diputación de Barcelona.

### Julio
- 11 de julio: en Firmat (Argentina) se funda el Firmat Football Club.
- 7 de julio: en España, Alfonso XIII concede el título de ciudad a Miranda de Ebro.
- 20 de junio: Julius Neubronner,           farmacéutico y fotógrafo amateur alemán, patentaba un ingenioso método para obtener fotografías aéreas mediante una cámara adaptada para instalarse en una paloma, algo que, hoy, muchos consideran el origen de los drones modernos. La paloma-cámara tenía un gran potencial como instrumento de inteligencia y por eso fueron realizados varios ensayos. Sin embargo, importantes avances en la aviación terminaron por desplazar a las palomas de Neubronner, que de cualquier modo pasó a la historia como un adelantado a su época.

### Agosto
- 1 de agosto: en la isla de Brownsea (sur de Inglaterra) Robert Baden-Powell inaugura el primer campamento scout, que finalizará el 9 de agosto.
- 31 de agosto: el conde Aleksandr Izvolski por Rusia y Sir Arthur Nicolson por Reino Unido firman la Entente anglo-rusa, parte integrante de la Triple Entente, para repartirse Irán en dos zonas de influencia, al norte y al sur.

### Septiembre
- 12 de septiembre: se funda el equipo de fútbol llamado Real Betis Balompié.
- 13 de septiembre: en Filipinas ―en el marco de la Guerra de independencia contra Estados Unidos―, el ejército invasor ejecuta en la horca al presidente democrático Macario Sakay y León (36).
- 26 de septiembre: Nueva Zelanda se independiza del Imperio británico.
- 30 de septiembre: en Chile se crea la Reserva Nacional Malleco, primer área silvestre protegida de Chile y Latinoamérica.

### Octubre
- 21 de octubre: en la zona fronteriza entre Tayikistán y Uzbekistán, un terremoto de 7,4 destruye la ciudad de Qaratog, 50 kilómetros al oeste de Dusambé y 360 kilómetros al sureste de Samarcanda. Mueren un total de entre 12.000 y 15.000 personas.
- 23 de octubre: Un terremoto de 5,9 sacude el sur de Italia dejando 167 muertos.

### Noviembre
- 10 de noviembre: se funda el Club Natació Barcelona en la ciudad de Barcelona, primer club de natación creado en España.

### Diciembre
- 21 de diciembre: en Iquique (Chile) el Gobierno nacional manda matar a todos los obreros del salitre reunidos en el patio de escuela «Santa María de Iquique» (Matanza de la Escuela Santa María de Iquique).
- 21 de diciembre: en Francia, la ley de separación Iglesia-Estado, aprobada el 9 de diciembre de 1905, es ampliada por la Cámara francesa con la reversión de los bienes de la Iglesia.
- Guerra entre Nicaragua y Honduras (junto con El Salvador).
- En Ámsterdam se realiza el Congreso Internacional Anarquista, donde participa el reconocido militante libertario Errico Malatesta.
- En Japón se crea el primer anime nipona con imágenes de movimiento llamado  Katsudō Shashin.
- En Uruguay, el 12 de diciembre de 1907 se crea la Escuela Naval

## Nacimientos

### Enero
- 1 de enero: 
  - Leonid Brézhnev, político soviético (f. 1982).
  - María Rosa Urraca Pastor, política española (f. 1984).
- 7 de enero: Nicanor Zabaleta, músico español (f. 1993).
- 12 de enero: Serguéi Pávlovich Koroliov, ingeniero y diseñador jefe de la carrera espacial soviético, equivalente a Wernher von Braun (f. 1966).
- 22 de enero: nace María de Regla Dávila de León, XI Marquesa de Mirabal, aristócrata española (f. 2011).

### Febrero
- 3 de febrero: Rafael Lorente Escudero, arquitecto uruguayo (f. 1992).
- 5 de febrero: Felipe Martínez Altamirano, general del ejército mexicano (f. 1982).
- 11 de febrero: 
  - Josep Maria Guinot, teólogo y filólogo español (f. 2005).
  - Hernán Benítez, sacerdote católico argentino, asesor de Evita Perón (f. 1996).
  - José Borobio Ojeda, arquitecto español (f. 1984).
- 16 de febrero: 
  - Fernando Previtali, director de orquesta italiano (f. 1985).
  - Julián Rejala, guitarrista paraguayo (f. 1981).
- 21 de febrero: Wystan Hugh Auden, poeta y ensayista estadounidense de origen británico (f. 1973).
- 22 de febrero: Robert Young, actor estadounidense (f. 1998).
- 28 de febrero: Milton Caniff, historietista estadounidense (f. 1988).

### Marzo
- 4 de marzo: María Branyas Morera, supercentenaria española, actualmente la persona viva más longeva (118 años y 73 días).
- 10 de marzo: Francisco José Orlich Bolmarcich, político costarricense, presidente entre 1962 y 1966 (f. 1969).
- 12 de marzo: José Guerra Vicente, compositor, violonchelista y profesor lusobrasileño (f. 1976).
- 13 de marzo: María Pía de Sajonia-Coburgo Gotha y Braganza, escritora y periodista portuguesa, pretendiente al trono (f. 1995).
- 19 de marzo: Elizabeth Maconchy, compositora inglesa (f. 1994).
- 22 de marzo: Lucía dos Santos, pastora portuguesa, vidente de la virgen de Fátima (f. 2005).

### Abril
- 4 de abril: Marcos Falcón Briceño, diplomático y político venezolano (f. 1998).
- 9 de abril: Arturo Rotor, médico, funcionario, músico y escritor filipino (f. 1988).
- 12 de abril: Eugène Chaboud, piloto francés de automovilismo (f. 1983).
- 14 de abril: François Duvalier, presidente haitiano (f. 1971).
- 15 de abril: George Platt Lynes, fotógrafo estadounidense (f. 1955).
- 16 de abril: Antonio Ortiz Mena, abogado y economista mexicano (f. 2007).
- 20 de abril: Gabriel Casaccia, escritor y periodista paraguayo (f. 1980).
- 21 de abril: Enrique Líster, militar y político español (f. 1995).
- 29 de abril: Fred Zinnemann, cineasta austriaco (f. 1997).

### Mayo
- 12 de mayo: Katharine Hepburn, actriz estadounidense (f. 2003).
- 13 de mayo: Daphne du Maurier, escritora británica (f. 1989).
- 14 de mayo: Mauricio Cardozo Ocampo, músico paraguayo (f. 1982).
- 22 de mayo: 
  - Laurence Olivier, actor británico (f. 1989).
  - Hergé, historietista belga (f. 1983).
- 26 de mayo: John Wayne, actor estadounidense (f. 1979).

### Junio
- 4 de junio: Rosalind Russell, actriz estadounidense (f. 1976).
- 6 de junio: Charlo, cantante, pianista, actor y compositor argentino (f. 1990).
- 16 de junio: Enrique de la Mora, arquitecto mexicano (f. 1978).
- 18 de junio: Frithjof Schuon, filósofo, pintor y poeta suizo (f. 1998).
- 23 de junio: James Meade, economista británico, premio en Ciencias Económicas en memoria de Alfred Nobel (f. 1995).

### Julio

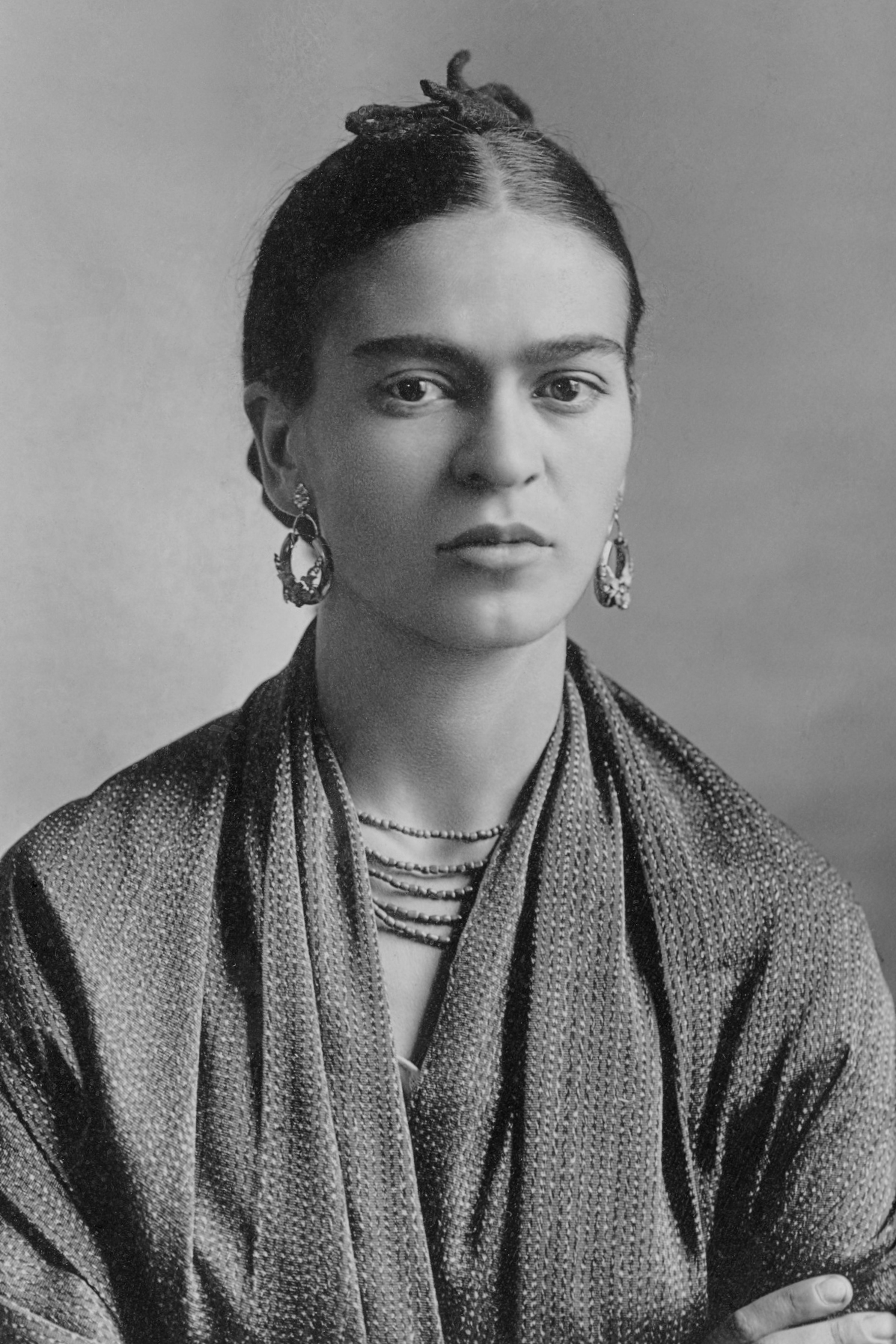
Frida Kahlo

- 6 de julio: Frida Kahlo, pintora mexicana (f. 1954).
- 7 de julio: Robert A. Heinlein, escritor estadounidense (f. 1988).
- 14 de julio: Chico Landi, piloto de automovilismo brasileño (f. 1989).
- 16 de julio: Barbara Stanwyck, actriz estadounidense (f. 1990).
- 22 de julio: Zubir Said, compositor singapurense (f. 1987).
- 24 de julio: Vitaliano Brancati, escritor italiano (f. 1954).

### Agosto
- 2 de agosto: Gustav Schwarzenegger, jefe de policía austriaco, padre de Arnold Schwarzenegger (f. 1972).
- 3 de agosto: Yang Shangkun, político chino, presidente entre 1988 y 1993 (f. 1998).
- 10 de agosto: Corisco, cangaceiro brasileño (f. 1940).
- 13 de agosto: Emilio Sereni, periodista, partisano y político italiano (f. 1977).
- 15 de agosto: Carmen Conde, escritora española (f. 1996).
- 20 de agosto: Anatole Fistoulari, director de orquesta y músico ucraniano británico (f. 1995).
- 22 de agosto: Luis Felipe Vivanco, poeta español (f. 1975).

### Septiembre
- 21 de septiembre: Juan Alcaide, poeta español (f. 1951).
- 23 de septiembre: Eduardo Nuño de Braganza, noble portugués (f. 1976).
- 25 de septiembre: Josefina de la Torre, poeta, novelista, cantante lírica y actriz española vinculada a la Generación del 27 (f. 2002).
- 26 de septiembre: Anthony Blunt, espía inglés, miembro de Los cinco de Cambridge (f. 1983).
- 27 de septiembre: Raúl Silva Henríquez, cardenal chileno (f. 1999).
- 29 de septiembre: Gene Autry, actor y cantante estadounidense (f. 1998).

### Octubre
- 2 de octubre: Víctor Paz Estenssoro, político boliviano, presidente en 1952-1956, 1960-1964, y 1985-1989 (f. 2001).
- 6 de octubre: 
  - Janet Gaynor, actriz estadounidense (f. 1984).
  - Francisco Gabilondo Soler, compositor mexicano (f. 1990).
- 9 de octubre: Jacques Tati, realizador y actor francés (f. 1982).
- 10 de octubre: Firpo Segura, luchador y boxeador mexicano (f. 1968).
- 20 de octubre: Christopher Caudwell, escritor británico (f. 1937).
- 22 de octubre: Günther Treptow, tenor alemán (f. 1981).
- 28 de octubre: Sergio Méndez Arceo, obispo socialista mexicano (f. 1992).

### Noviembre
- 1 de noviembre: Homero Manzi, escritor argentino (f. 1951).
- 4 de noviembre: Henry Heerup, artista danés (f. 1993).
- 5 de noviembre: Isabel Rosado, educadora, trabajadora social y activista puertorriqueña (f.2015)
- 7 de noviembre: Nita Costa, política y filántropa brasileña (f. 1963).
- 11 de noviembre: Débora Arango, pintora colombiana (f. 2005).
- 14 de noviembre: Pedro Arrupe, religioso jesuita vasco (f. 1991).
- 15 de noviembre: Claus von Stauffenberg, militar alemán (f. 1944).
- 18 de noviembre: Compay Segundo, músico cubano (f. 2003).
- 22 de noviembre: Bernardo Verbitsky, escritor y periodista argentino (f. 1979).
- 28 de noviembre: Alberto Moravia, escritor italiano (f. 1990).

### Diciembre
- 10 de diciembre: Lucien Laurent, futbolista francés (f. 2005).
- 15 de diciembre: Oscar Niemeyer, arquitecto brasileño (f. 2012).
- 27 de diciembre: 
  - Sebastian Haffner, periodista y escritor alemán (f. 1999).
  - Mary Edgar Mussi (alias Mary Howard y Josephine Edgar), escritora británica (f. 1991).

### Sin fecha exacta conocida
- Victoria Bertrand, poetisa hondureña (f. 1952).
- Rosa Wernicke, escritora y poeta argentina (f. 1971).

## Fallecimientos
- 8 de enero: Gabriela Laperrière de Coni, escritora, periodista, socialista y feminista francoargentina (n. 1866).
- 20 de enero: Dmitri Mendeléyev, químico ruso, creador de la tabla periódica de los elementos (n. 1834).
- 15 de febrero: Antonio Paredes, militar y político venezolano (n. 1869).
- 16 de febrero: Giosuè Carducci, poeta italiano, premio nobel de literatura en 1906 (n. 1835).
- 17 de febrero: Wilhelm von Bezold, físico y meteorólogo alemán (n. 1837).
- 20 de febrero: Henri Moissan, químico francés, premio nobel de química en 1906 (n. 1852).
- 1 de marzo: August Manns, director de orquesta alemán (n. 1825).
- 26 de marzo: Émile Dubois, criminal francés (n. 1867).
- 3 de abril: Theodor Aufrecht, indólogo alemán (n. 1822).
- 4 de abril: Numa Pompilio Llona, poeta ecuatoriano (n. 1832).
- 4 de septiembre: Edvard Grieg, compositor noruego (n. 1843).
- 7 de septiembre: Sully Prudhomme, poeta francés, premio nobel de literatura en 1901 (n. 1839).
- 13 de septiembre: Macario Sakay (36), presidente filipino (n. 1870).
- 16 de septiembre: Julio Ruelas, pintor y grabador simbolista mexicano (n. 1870).
- 27 de septiembre: Fermín Salvochea, anarquista español (n. 1842).
- 16 de octubre: Isaac Newell, fundador del club Newell’s Old Boys (n. 1853).
- 1 de noviembre: Alfred Jarry, escritor francés.
- 4 de noviembre: Diego Barros Arana, pedagogo, diplomático e historiador chileno (n. 1830).
- 17 de diciembre: William Thomson, físico británico.
- 21 de noviembre: Paula Modersohn-Becker, pintora alemana (n. 1876).
- 23 de noviembre: John F. Peto, pintor estadounidense (n. 1854).
- 23 de diciembre: Pierre Janssen, astrónomo francés (n. 1824).

## Arte y literatura

### Literatura
- Máximo Gorki: La madre.
- Jacinto Benavente: Los intereses creados.
- Miguel de Unamuno: Niebla.
- Guillaume Apollinaire: Las once mil vergas.
- Delmira Agustini: El libro blanco.
- August Strindberg: El pelícano
- Joseph Conrad: El agente secreto.
- Edith Nesbit: El castillo encantado.

### Pintura
- George Bellows: Ciervo en Sharkey.
- Henri Matisse: Toilette.
- Pablo Picasso: Las señoritas de Avignon.

## Ciencia y tecnología

### Biología
- Ross Harrison inicia el cultivo de tejidos in vitro.

### Filosofía
- Henri Bergson: La evolución creadora.

### Física
- Hendrik Lorentz: Ensayos de Física teórica.
- Otto Hahn realiza experimentos sobre el radio-torio.
- Lee de Forest patenta el triodo (lámpara de tres electrodos).

## Música
- Claude Debussy: Iberia.
- Maurice Ravel: Rapsodia española.

## Premios Nobel
- Física: Albert Abraham Michelson
- Química: Eduard Buchner
- Medicina: Charles Louis Alphonse Laveran
- Literatura: Rudyard Kipling
- Paz: Ernesto Teodoro Moneta y Louis Renault

## Deportes
- 15 de abril: en la ciudad de Santa Fe (Argentina) se funda el Club Atlético Unión, pionero en el fútbol santafesino y del interior del país.
- 12 de septiembre: en Sevilla (España) se funda el Sevilla Balompié (no relacionado con el actual Sevilla FC), precursor del actual Real Betis Balompié.[1]
- 28 de septiembre: en Cantabria (España) se funda Real Sociedad Gimnástica de Torrelavega, club decano de la región.
- 17 de octubre: en Italia se funda el club de fútbol Atalanta Bergamasca Calcio.